# Яканові
Яканові (Jacanidae) — родина сивкоподібних птахів. Містить 8 видів у 6 родах.

## Характеристика
Яканові — навколоводні птахи з довгими ногами та довгими пальцями, які пристосовані для ходьби по заростях водних рослин. Вони погано літають, але добре пірнають та плавають. Живляться водними комахами, молюсками та іншими безхребетними. 
Гнізда будують серед водної рослинності. Для якан характерна поліандрія. Самиця після спаровування відкладає яйця у гніздо. Після цього вона йде на пошуки іншого партнера, а кладкою і потомством опікується самець.

## Види
- Рід Африканська якана (Actophilornis)
  - Якана африканська (Actophilornis africana)
  - Якана мадагаскарська (Actophilornis albinucha)
- Рід Довгохвоста якана (Hydrophasianus)
  - Якана довгохвоста (Hydrophasianus chirurgus)
- Рід Гребінчаста якана (Irediparra)
  - Якана гребінчаста (Irediparra gallinacea)
- Рід Якана (Jacana)
  - Якана червонолоба (Jacana jacana)
  - Якана жовтолоба (Jacana spinosa)
- Рід Білоброва якана (Metopidius)
  - Якана білоброва (Metopidius indicus)
- Рід Мала якана (Microparra)
  - Якана мала (Microparra capensis)